# Amore, prozac e altre curiosità
Amore, prozac e altre curiosità (Amor, curiosidad, prozac y dudas) è il primo romanzo della scrittrice spagnola Lucía Etxebarría, pubblicato nel 1997.
Come in altri romanzi di questa autrice, che si definisce femminista, vengono esplorati diversi modelli di donna contemporanea: la perfetta casalinga, la ragazza che vive la notte e la grande manager: tre sorelle e i loro conflitti.
Per il grande successo ottenuto il romanzo è considerato uno dei libri chiave per la Generazione X in Spagna, assieme a  Historias del Kronen di José Ángel Mañas o Caídos del cielo, di Ray Loriga.

## Edizioni
- Lucía Etxebarría, Amore, prozac e altre curiosità, traduzione di Roberta Bovaia, collana Narratori della fenice, Guanda, 2001,  p. 264, ISBN 88-8246-145-9.